# Уймонская котловина
Уймонская межгорная котловина относится к крупнейшим котловинам Алтая.

## Физико-географическая характеристика
С юга она ограничена высочайшим в Сибири Катунским хребтом, который несёт мощное современное оледенение. Абсолютные отметки Катунского хребта достигают 4500 м (высота горы Белухи — 4506 м). На севере впадина ограничивается Теректинским хребтом, также имеющим современные, преимущественно каровые и склоновые ледники. Речные долины обоих хребтов имеют в верхних частях профиль трогов с разным набором хорошо развитых конечных морен. Большинство морен подпруживают озёра, самые крупные из которых относятся к Катунскому хребту.
Днище котловины слабо наклонено к востоку. Оно заполнено рыхлыми полифациальными отложениями, среди которых протекает река Катунь. Урез Катуни на выходе из котловины (гидроствор Катанда) составляет 904 м над уровнем моря.
|  |  |  |  |  |
|  |  |  |  |  |

Заключение о возникновении здесь большого озера постулировалось на следующем основании: поскольку ледники Катунского хребта переполняли долину Катуни ниже котловины, то сток из последней был подпружен, и котловина заполнялась водой. Однако это справедливое допущение до последнего времени не находило подтверждения надёжным фактическим материалом. Напротив, ещё в 1914 году В. А. Обручев обнаружил в центральной части котловины длинный извилистый в плане вал, охарактеризованный им как оз. Позднее Е. В. Девяткин с коллегами утверждали, что «оз Обручева» на самом деле имеет эрозионное происхождение, а в пределах Уймонской котловины ледниковых образований быть не может, потому что ледники бассейна Катуни и её притоков вообще не доходили до впадины, а оканчивались в горах. Так же считали и Г. Ф. Лунгерсгаузен и Г. А. Шмидт, отмечая, что «оз Обручева» — это береговой вал древнего озера. В 1973 году П. А. Окишев описал целую серию таких валов и доказал правоту гипотезы В. А. Обручева. Однако этим самым он показал и то, что Уймонская котловина заполнялась льдом, то есть была ледоёмом.
Выдвижение ледников Катунского хребта в долину реки Катуни, как сказано выше, рассчитывалось по формуле Л. А. Варданянца. Однако ещё в середине прошлого века М. В. Тронов писал, что при разработке своей модели Л. А. Варданянц не учитывал эффекта ледникового подпруживания. С учётом последнего при депрессии снеговой линии в 1150 м Катунский, например, ледник не мог иметь размеры, показанные на схеме Л. А. Варданянца. Поэтому М. В. Тронов полагал, что либо депрессия снеговой линии была намного меньше, либо Катунский ледник должен был продвигаться гораздо дальше, то есть выходить в Уймонскую котловину.

Таким образом, сейчас, как и прежде, проблема сибирских ледоёмов всё ещё решается по принципу «либо-либо»: либо ледоём, либо водоём.

Поэтому целесообразно обратиться к аргументации взглядов на механизмы образования ледоёмов различного типа в свете прежних и новых материалов и идей, предложенных в последней четверти XX века. Итак, в пользу существования в Уймонской котловине на Алтае больших ледниково-подпрудных озёр и ледоёмов свидетельствуют нижеследующие факты.

## Строение озов в Уймонской котловине

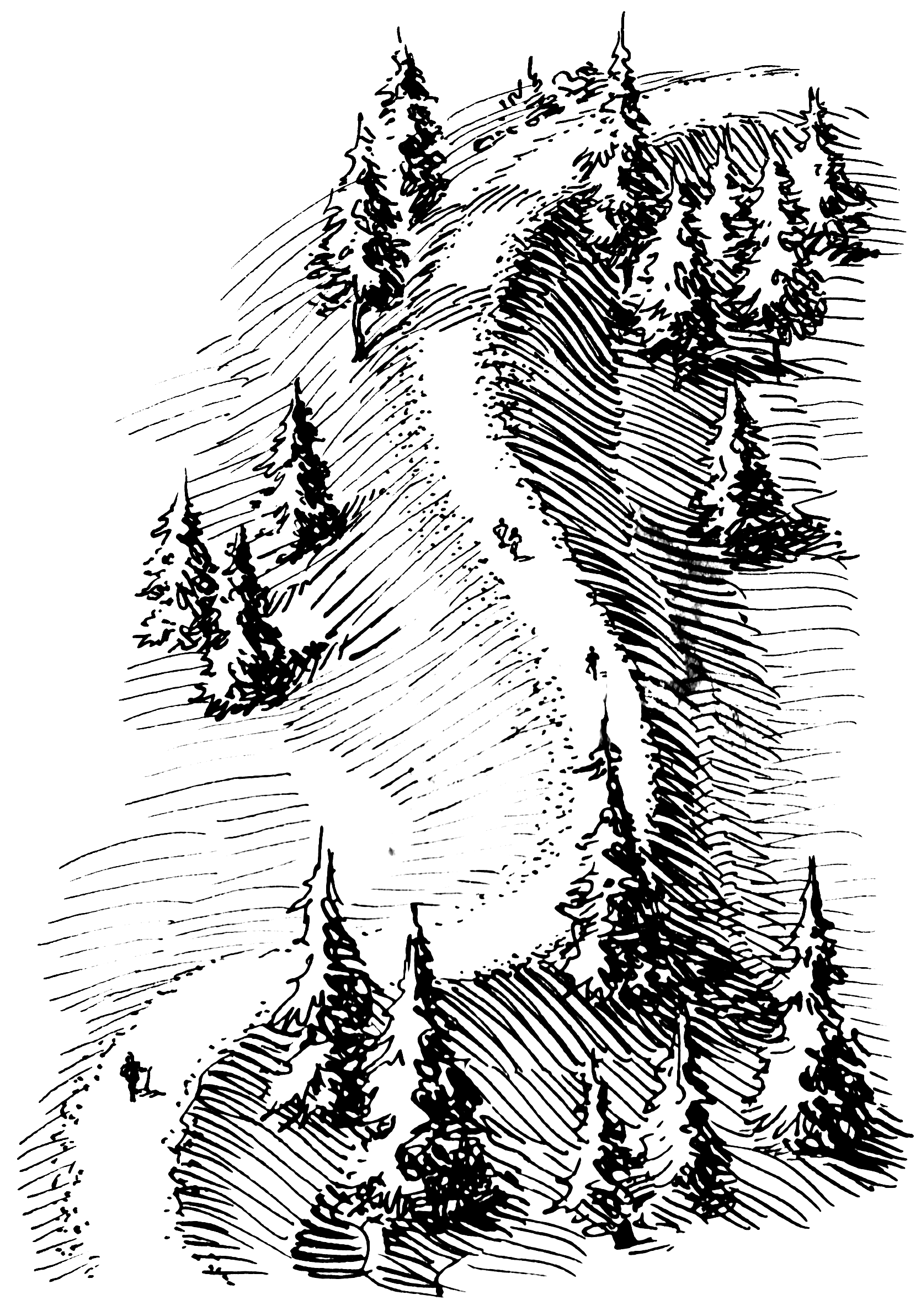
Зарисовка классического оза

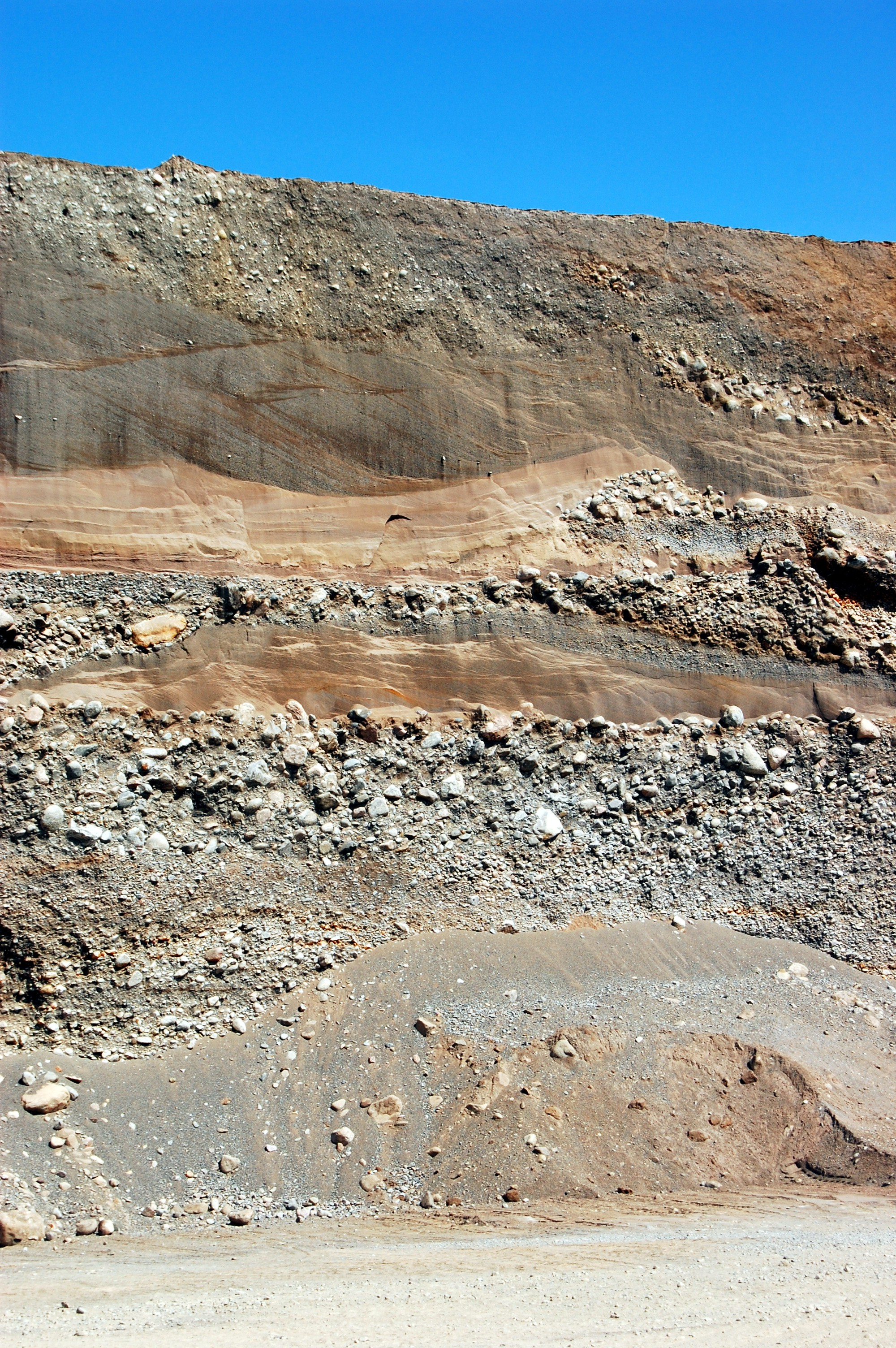
Строение оза, типичное для всех интрагляциальных форм. Швеция, 30 мая 2008 года.

В районе старого аэропорта посёлка Усть-Кокса в стенке карьера высотой около 5 м вскрывается следующий разрез (сверху вниз):
- суглинок покровный бурый, мощностью до 1 м;
- пески ясно слоистые, грубо- и крупнозернистые, серые, рыхлые, промытые. Слоистость в общем случае согласна подстилающей скульптуре, иногда нарушена. Помимо ориентировки зёрен согласно напластованию слоистость подчёркивается чередованием грубо- и крупнозернистых горизонтов. Часто встречаются карманы из вмещающих пород. Мощность слоя — до 3 м;
- пески бурые, слоистые, включены во все горизонты в виде длинных лент, реже — линз;
- гравий и галька неяснослоистые. Слоеватость намечается чередованием крупности обломков; независимо от ориентации разреза она имеет куполообразный, «антиклинальный», облик. Галечники, в особенности в кровле пачки, рыхлые. К подошве пачки наблюдается увеличение крупности обломочного материала одновременно с уменьшением ясности текстур. Видимая мощность — до 4 м;
- пески гравелистые, серые, горизонтально слоистые, включены в предыдущий горизонт в виде прослоев.

Описанный разрез является типичным для всех вскрытых естественными обнажениями или расчистками озов котловины. Однако ни в одном из них в подошве разреза не обнажается морена, образование которой предшествует или синхронно формированию камов и озов и наличие которой в межгорных впадинах считается одним из главных аргументов в пользу ледоёмов, хотя в некоторых работах отмечается, что озы могут подстилаться и коренными породами.
В 1975 году А. Н. Рудой попытался вскрыть «корни» оза, расположенного в уступе левобережной эрозионной террасы реки Катуни. Канавами был пройден обращённый к Катуни склон оза, а также верхняя часть террасы, «вырезанной» в днище котловины. В стенке канавы было обнаружено (сверху вниз):
- дёрн;
- суглинок покровный, коричневато-серый с редкими пятнами тёмно-серой супеси. Мощность слоя — около 2 м;
- песок тёмно-серый, крупнозернистый и гравелистый. Обнажается в виде линз, клиньев, карманов. Мощность прослоев — около 30 см;
- супесь светло-коричневая, пылеватая, с прослоями и линзами валунных суглинков. Обломочный материал хорошо окатан, мощность — около 1 м. Ниже подошвы слоя —
- забой канавы опускается под площадку террасы, на которой находится описываемый оз. Здесь было вскрыто:
- гравий и галька с редкими и мелкими валунами. Горизонт имеет отчётливую субгоризонтальную слоистость. Гравий и галька средне и хорошо окатаны. Подошва слоя уходит под забой. Видимая вскрытая мощность слоя — 2 м.

Исходя из строения озов, можно констатировать, что озы лежат не на основной морене, а на озёрных галечниках.

## Морфология и строение краевых ледниковых форм в устьях речных долин

Отдешифрированный аэрофотоснимок поля маргинальных озов в приустьевой части долины реки Мульты и их разрез ниже.

В приустьевой части долины реки Мульты на юго-восточном склоне Уймонской котловины река подрезает морену, сложенную валунами с песчано-гравийно-галечниковым заполнителем. В целом для разреза характерно увеличение доли обломочного материала сверху вниз по разрезу. Обломки хорошо окатаны, имеют округлую форму, размеры валунов достигают 0,5 м в диаметре. Валунный материал значительно выветрен и представлен биотитовыми и биотит-роговообманковыми гранитами. Гравий и галька, напротив, имеют очень свежий облик. Мощность обнажения — около 4 м.
В междуречье рек Мульты и Акчана, на правобережье реки Катуни есть обширное поле субконцентрических цепочек взаимопараллельных валов и холмов высотой более 4 м, разделённых неглубокими ложбинами. По морфологическим признакам этот рельеф очень похож на ребристую морену (годичную морену Де Геера), но не на гигантские знаки ряби течения, как считали В. В. Бутвиловский с Н. Прехтелем.
Напротив села Аккоба этот рельеф под острым углом к грядам подрезается Катунью, где на протяжении 0,5 км вскрываются (сверху вниз):
- суглинок покровный серовато-коричневый, пылеватый, мощностью до 1,5 м;
- гравий и галька с редкими мелкими валунами. Обломочный материал в основном имеет свежий облик, в северной части разреза попадаются значительно выветрелые валуны биотитовых гранитоидов. Окатанность валунов средняя и хорошая. В целом горизонт хорошо промыт, заполнитель представлен грубозернистым и гравелистым песком, содержание его невелико. Лишь в северной части разреза встречены тонкие (10—15 см) вытянутые песчаные прослои. Внутри этих прослоев имеется очень тонкая субгоризонтальная слоистость. Изредка в основании северной части толщи встречаются линзы коричневого пылеватого суглинка. Общая слоистость горизонта повторяет профиль топографической поверхности и наиболее ясно выражена в центральной и южной частях обнажения. Мощность горизонта — до 4 м;
- суглинок темно-коричневый, водонасыщенный, горизонтально простирается по всему разрезу. Мощность — 20—30 см;
- валунник с гравийно-галечниковым и песчаным заполнителем. Валуны хорошо и совершенно окатаны, имеют округлую форму, в диаметре не превышают 0,4 м. Какая-либо сортировка в слое отсутствует. Видимая мощность слоя — 3 м. Ниже — осыпь.

Как видно из описания и из рисунка, грядово-ложбинный рельеф с поверхности сложен флювиальными волнисто-слоистыми отложениями, что в совокупности с пространственной ориентировкой гряд позволяет классифицировать его как систему маргинальных озов, сформировавшихся в водной среде у края распластывавшегося в устьевой части реки Акчан ледника. В строении гряд принимает участие и моренный материал, причём контакт основной морены и гравелистых галечников не везде такой идеальный, как в описанном обнажении. Валунные суглинки в обнажении Мульты аналогичны слою (4 по счёту сверху) в обнажении Катуни, однако водно-ледниковый слой в кровле первого отсутствует. В полукилометре западнее мультинской дороги, на правом берегу Катуни карьером вскрыта одна из отдельных гряд, в основании которой залегают слабоокатанные валуны, перемешанные с гравием, песком и суглинком. Кровля этого разреза представлена хорошо промытыми галечниками.
На основании рассмотренных обнажений и расчисток можно заключить, что в системе маргинальных озов юго-восточной периферии Уймонской котловины принимают участие и моренные гряды. Взаимоотношения водно-ледниковых и ледниково-аккумулятивных отложений, как было показано, складываются трояко:
- гравийные галечники согласно перекрывают осадки основной морены;
- отложения озов могут иметь моренное ядро с неровным, «рваным», контактом;
- водно-ледниковые галечники вообще не участвуют в строении гряд.

Результаты изучения фронтального ледникового рельефа в Швеции и в Канаде показали, что маргинальные озы и ребристая морена, аналогичные описанным, возникают в условиях больших горизонтальных напряжений в концевой зоне ледника, который реагирует на них как хрупкое тело. Дж. Элсон отметил парагенетическую связь морен Де Геера и маргинальных озов. Г. Хоппе полагал, что морены Де Геера могут формироваться только на контакте ледников с водоёмами, что вызывает сезонную неустойчивость края ледника и ведёт к возникновению здесь близко расположенных трещин, куда выжимается основная морена из ложа ледника («моренные диапиры»). Одновременно, как показали полевые изыскания А. Н. Рудого, в краевых трещинах наледниковыми и внутриледниковыми талыми водными потоками откладывается и водно-ледниковый материал:

Строение и морфология грядового рельефа в междуречье рр. Мульты и Акчана указывают на то, что ледники из этих долин опускались в водоём, который существовал в котловине в ледниковое время. Тот факт, что развитые в центральной части котловины цепочки озов залегают непосредственно на озёрных отложениях, а под озами и вокруг них отсутствуют синхронные им моренные образования, может объясняться только тем, что озы формировались на ледниковом покрове, который полностью бронировал зеркало озера. Это покров представлял собой соединившиеся на плаву «шельфовые» ледники подножий Катунского и Теректинского ледниковых центров. При распаде оледенения, спуске озера (или его выдавливании) ледниковый покров опускался на дно впадины. Возможно, и на этом этапе среди массивов мёртвого льда формировались интрагляциальные озоподобные формы.
Во втором случае, зафиксированном в междуречье рр. Мульты и Акчана, само строение и морфология грядового рельефа также как будто убедительно свидетельствуют о том, что горно-долинные ледники контактировали с водным бассейном.

В своих прежних работах А. Н. Рудой не синхронизировал эти два события и относил образование озов в центральной части Уймонской впадины к среднему плейстоцену, а поле маргинальных озов её периферии — к позднему. Сейчас он считает это ошибочным.
Исходя из «свежести» морфологии краевых форм, а также на основании фактических данных (в том числе — и абсолютных датировок) по другим горно-котловинным районам, этот исследователь полагает, что события, запечатлённые краевыми ледниковыми образованиями в Уймонской впадине, относятся ко времени окончания последнего оледенения (18—12 тыс. лет назад), хотя маргинальные озы Мульты — Акчана фиксируют самые финальные стадии вюрмского оледенения сибирских гор и являются более юными, чем «озы Обручева». Конечно, полную ясность в этот вопрос могут внести новые абсолютные датировки, которых в Уймонской котловине пока просто нет, а надёжность имеющихся по соседним территориям, к сожалению, невелика, и их мало.
Уймонская межгорная котловина относится к крупнейшим котловинам Алтая. С юга она ограничена высочайшим в Сибири Катунским хребтом, который несёт мощное современное оледенение. Абсолютные отметки Катунского хребта достигают 4500 м (высота горы Белухи — 4506 м). На севере впадина ограничивается Теректинским хребтом, также имеющим современные, преимущественно каровые и склоновые ледники. Речные долины обоих хребтов имеют в верхних частях профиль трогов с разным набором хорошо развитых конечных морен. Большинство морен подпруживают озёра, самые крупные из которых относятся к Катунскому хребту.
Днище котловины слабо наклонено к востоку. Оно заполнено рыхлыми полифациальными отложениями, среди которых протекает река Катунь. Урез Катуни на выходе из котловины (гидроствор Катанда) составляет 904 м над уровнем моря.
|  |  |  |  |  |
|  |  |  |  |  |